# Strychnos borneensis
Strychnos borneensis är en tvåhjärtbladig växtart som beskrevs av Leenh.. Strychnos borneensis ingår i släktet Strychnos och familjen Loganiaceae. Inga underarter finns listade i Catalogue of Life.